# Autochloris aroa
Autochloris aroa är en fjärilsart som beskrevs av William Schaus 1894. Autochloris aroa ingår i släktet Autochloris och familjen björnspinnare. Inga underarter finns listade i Catalogue of Life.